# Valentin Petrovič Gluško
Valentin Petrovič Gluško (ukr. Валентин Петрович Глушко, rus. Валентин Петрович Глушко); (Ukrajina, Odesa, 2. rujan 1908. - Rusija, Moskva, 10. siječnja 1989.); je ukrajinski inženjer, i jedan od tri ključna sovjetska inženjera raketne i druge svemirske opreme, uz Volodimira Čolomeja i Sergeja Pavloviča Koroljova, tijekom takozvane svemirske utrke 20. stoljeća koja se odvijala između SSSR-a i SAD-a. Prve značajne znanstvene članke napisao je u Odesi 1924. i 1925. godine u kojima izlaže način proučavanja mjesečeve površine. Tijekom svog života Gluško je iz političkih razloga često radio u sjeni kolege Koroljova i nikada nije stekao još prestižnije priznanje koje mu je neupitno trebalo pripasti.
Valentin Gluško je završio fizičke i matematičke znanosti na ruskom Lenjingradkom sveučilištu, ali je njegov veliki interes bila svemirska tehonologija te se postepeno uključuje u sve sfere društva i organizacije koje su se bavile tim izučavanjima. Godine 1938., zajedno sa svojim mnogim kolegama znanstvenicima, postaje žrtva Staljinovih čistki i biva osuđen na 8 godina pritvora u Gulagu. Godine 1941. radi primjerenog vladanja i visokog obrazovanja biva vraćen u znanstvenu službu, a 1944. zajedno sa Sergejom Koroljovom konstruirao je vrlo značajan raketni motor «RD-1KhZ». Nakon Drugog svjetskog rata poslan je u istočnu Njemačku gdje je proučavao njemački raketni program i ondje je 1946. postao glavni inženjer svog odjela sve do 1974. godine.

## Vanjske poveznice
- Valentin Glushko biography. Encyclopedia Astronautica
- Valentin Glushko bronze bust. 2odessa.com. Inačica izvorne stranice arhivirana 28. veljače 2011. Pristupljeno 1. listopada 2009. Monument to Glushko in Odesa, Ukrajina